# PEC Zwolle in het seizoen 2015/16 (mannen)
Het seizoen 2015/2016 was het 105e jaar in het bestaan van de Zwolse voetbalclub PEC Zwolle. De club kwam uit in de Eredivisie en eindigde daarin als achtste. De achtste plek gaf recht op deelname aan de Play-offs voor Europees voetbal. Hierin werd in de eerste ronde over twee wedstrijden verloren van FC Utrecht (2–5). In het toernooi om de KNVB beker werd de club in de tweede ronde met 3–0 verslagen door de latere winnaar Feyenoord.

## Wedstrijdstatistieken

### Oefenduels
| Datum + plaats                        | Wedstrijd                          | Uitslag       | Scoreverloop |
| ------------------------------------- | ---------------------------------- | ------------- | --- |
| 30 juni 2015 Hattem                   | SV Hatto Heim – PEC Zwolle         | 0 – 9 (0 – 5) | 3' Stefan Nijland 0–1, 6' Jesper Drost 0–2, 16' Wouter Marinus 0–3, 28' Stefan Nijland 0–4, 38' Jesper Drost 0–5, 58' Lars Veldwijk (p) 0–6, 61' Ben Rienstra 0–7, 73' Mustafa Saymak 0–8, 81' Sheraldo Becker 0–9 |
| 7 juli 2015 Genemuiden                | SC Genemuiden – PEC Zwolle         | 1 – 4 (1 – 3) | 4' Mustafa Saymak 0–1, 21' Lars Veldwijk 0–2, 40' Sheraldo Becker 0–3, 45+1' Erik Rotman (p) 1–3, 60' Emmanuel Mbende 1–4                                                                                          |
| 11 juli 2015 Hasselt                  | PEC Zwolle – Dnipro Dnipropetrovsk | 2 – 2 (1 – 1) | 9' Jesper Drost 1–0, 45' Nikola Kalinić (p) 1–1, 49' Lars Veldwijk (p) 2–1, 62' Jevhen Seleznjov (p) 2–2 |
| 17 juli 2015 Hattem                   | PEC Zwolle – Sparta Rotterdam      | 3 – 1 (1 – 0) | 30' Jesper Drost 1–0, 57' Lars Veldwijk 2–0, 59' Lars Veldwijk 3–0, 75' Hüseyin Doğan 3–1 |
| 21 juli 2015 Hattem                   | PEC Zwolle – Derby County FC       | ? – ? (? – ?) | Wedstrijd afgelast |
| 21 juli 2015 Hattem                   | PEC Zwolle – Mersin İdman Yurdu    | 5 – 1 (3 – 0) | 12' Lars Veldwijk 1–0, 29' Jesper Drost 2–0, 45' Sheraldo Becker 3–0, 62' Préjuce Nakoulma 3–1, 65' Ben Rienstra 4–1, 72' Kudbettin Tekin Oğrak (e.d.) 5–1                                                         |
| 25 juli 2015 Hasselt                  | PEC Zwolle – Levante UD            | 1 – 3 (0 – 1) | 38' Nabil Ghilas 0–1, 49' Nabil Ghilas 0–2, 70' Roger Martí 0–3, 90+1' Bram van Polen (p) 1–3 |
| 1 augustus 2015 Venlo                 | VVV-Venlo – PEC Zwolle             | 1 – 2 (0 – 1) | 33' Sheraldo Becker 0–1, 54' Lars Veldwijk 0–2, 60' Ralf Seuntjens (p) 1–2 |
| 3 september 2015 Zwolle               | PEC Zwolle – SC Cambuur            | 2 – 2 (2 – 1) | 2' Stefan Nijland 1–0, 18' Kingsley Ehizibue 2–0, 27' Martijn Barto 2–1, 71' Valmir Berisha 2–2 |
| 8 oktober 2015 Zwolle                 | PEC Zwolle – FC Emmen              | 1 – 0 (1 – 0) | 23' Stefan Nijland |
|                                       |                                    |               | |
| 8 januari 2016 San Pedro de Alcántara | PEC Zwolle – N.E.C.                | 1 – 3 (0 – 3) | 20' Christian Santos 0–1, 32' Anthony Limbombe 0–2, 45' Gregor Breinburg 0–3, 49' Bram van Polen 1–3 (p) |

#### Afscheidswedstrijd Joost Broerse
| Oefenduel                                                                                           | FC Broerse      | 1 – 4 (0 – 2)    | PEC Zwolle 2012–2015                                | Spelers FC Broerse: | Spelers PEC Zwolle 2012–2015: |
| 27 juni 2015 Aanvangstijd: 16:00 uur Plaats: Zwolle IJsseldeltastadion Scheidsrechter: Wilco Jansen | Patrick Niebeek | Wedstrijdverslag | Mustafa Saymak Arne Slot Joost Broerse Jesper Drost | Hahn, Terol, Elshot, Schoenmakers, Drent, Krijn Broerse, Van Steensel, Van Dinteren, Kobus Broerse, Van Gessel, Koen, Patrick Niebeek, Van der Gun, Kruys, Niels Broerse, Rutger Feijer, Sluijter, De Jong, Keller Trainer: Art Langeler | Boer, Begois, Saymak, Van Hintum, Slot, Thomas, Brama, Mokhtar, Gravenbeek, Avdić, Marinus, Drost, Van Polen, Nijland, Dekker, Rienstra, Stam Trainer: Ron Jans |

### Eredivisie
| 1e speelronde | PEC Zwolle | 2 – 2 (2 – 0)    | SC Cambuur                                                                                            | Opstelling PEC Zwolle: |
| 8 12 augustus 2015 Aanvangstijd: 18:30 19:45 uur Plaats: Zwolle IJsseldeltastadion Toeschouwers: 11.650 Scheidsrechter: Dennis Higler  | 31' Dirk Marcellis 33' Sheraldo Becker                                                                        | Wedstrijdverslag | 70' Erik Bakker 77' Sjoerd Overgoor                                                                   | Begois, Van Polen, Marcellis (69' Schenkeveld), Lam, Van Hintum, Rienstra, Dekker (77' El Hasnaoui), Marinus, Becker, Menig, Veldwijk (84' Nijland) Rienstra (50'), Van Polen (90+5')                    |
| 2e speelronde | De Graafschap                                                                                                 | 0 – 3 (0 – 0)    | PEC Zwolle                                                                                            | Opstelling PEC Zwolle: |
| 15 augustus 2015 Aanvangstijd: 18:30 uur Plaats: Doetinchem Stadion De Vijverberg Toeschouwers: 8.100 Scheidsrechter: Allard Lindhout  | | Wedstrijdverslag | 50' Wouter Marinus 61' Bart van Hintum 66' Sheraldo Becker                                            | Begois, Van Polen, Schenkeveld, Lam, Van Hintum, Rienstra, Dekker (81' El Hasnaoui), Marinus, Becker (71' Ehizibue), Menig (65' Lazić), Veldwijk Lam (90+1')                                             |
| 3e speelronde | PEC Zwolle | 2 – 1 (1 – 0)    | FC Twente                                                                                             | Opstelling PEC Zwolle: |
| 23 augustus 2015 Aanvangstijd: 12:30 uur Plaats: Zwolle IJsseldeltastadion Toeschouwers: 12.123 Scheidsrechter: Kevin Blom             | 26' Lars Veldwijk (p) 63' Ben Rienstra                                                                        | Wedstrijdverslag | 46' Hakim Ziyech                                                                                      | Begois, Van Polen, Marcellis, Lam, Van Hintum, Rienstra, Dekker (74' Lazić), Marinus (81' El Hasnaoui), Becker, Menig (59' R. Thomas), Veldwijk                                                          |
| 4e speelronde | sc Heerenveen                                                                                                 | 1 – 1 (1 – 0)    | PEC Zwolle                                                                                            | Opstelling PEC Zwolle: |
| 29 augustus 2015 Aanvangstijd: 19:45 uur Plaats: Heerenveen Abe Lenstra Stadion Toeschouwers: 22.763 Scheidsrechter: Pol van Boekel    | 4' Sam Larsson                                                                                                | Wedstrijdverslag | 59' Lars Veldwijk                                                                                     | Begois, Van Polen, Marcellis, Lam, Van Hintum, El Hasnaoui (58' Nijland), Dekker (81' Sainsbury), Marinus, Becker, Menig (46' R. Thomas), Veldwijk Dekker (29')                                          |
| 5e speelronde | PEC Zwolle | 3 – 0 (2 – 0)    | SBV Excelsior                                                                                         | Opstelling PEC Zwolle: |
| 12 september 2015 Aanvangstijd: 20:45 uur Plaats: Zwolle IJsseldeltastadion Toeschouwers: 11.800 Scheidsrechter: Danny Makkelie        | 13' Lars Veldwijk 25' Lars Veldwijk 57' Lars Veldwijk                                                         | Wedstrijdverslag | | Begois, Van Polen, Marcellis, Lam, Van Hintum, Bouy, Dekker, Marinus (46' Nijland), Becker, R. Thomas (85' El Hasnaoui), Veldwijk (60' Menig) Thomas (38')                                               |
| 6e speelronde | PEC Zwolle | 2 – 1 (0 – 1)    | ADO Den Haag                                                                                          | Opstelling PEC Zwolle: |
| 19 september 2015 Aanvangstijd: 19:45 uur Plaats: Zwolle IJsseldeltastadion Toeschouwers: 12.150 Scheidsrechter: Ed Janssen            | 69' Sheraldo Becker 79' Lars Veldwijk                                                                         | Wedstrijdverslag | 35' Mike Havenaar                                                                                     | Begois, Van Polen, Marcellis, Lam, Van Hintum, Bouy, Dekker, Becker, R. Thomas (71' Lazić), Menig (61' Marinus), Veldwijk (81' Nijland) Van Polen (26'), Lazić (90+4'), Becker (90+6')                   |
| 7e speelronde | Feyenoord | 2 – 0 (0 – 0)    | PEC Zwolle                                                                                            | Opstelling PEC Zwolle: |
| 27 september 2015 Aanvangstijd: 14:30 uur Plaats: Rotterdam Stadion Feijenoord Toeschouwers: 47.500 Scheidsrechter: Björn Kuipers      | 54' Dirk Kuijt 82' Eljero Elia                                                                                | Wedstrijdverslag | | Van der Hart, Van Polen, Marcellis, Lam, Van Hintum, Brama, Dekker (64' Menig), Becker, R. Thomas (90' Nijland), Marinus (64' Bouy), Veldwijk Van Polen (12'), Lam (19'), Marinus (33'), Veldwijk (42')  |
| 8e speelronde | Willem II | 0 – 1 (0 – 1)    | PEC Zwolle                                                                                            | Opstelling PEC Zwolle: |
| 3 oktober 2015 Aanvangstijd: 19:45 uur Plaats: Tilburg Koning Willem II-stadion Toeschouwers: 11.500 Scheidsrechter: Richard Liesveld  | | Wedstrijdverslag | 43' Ouasim Bouy                                                                                       | Van der Hart, Van Polen, Marcellis, Lam, Van Hintum, Bouy (70' Brama), Dekker, Becker, Marinus (88' El Hasnaoui), R. Thomas (75' Menig), Veldwijk Bouy (23'), Lam (27'), Becker (90+3')                  |
| 9e speelronde | PEC Zwolle | 1 – 5 (1 – 3)    | SBV Vitesse                                                                                           | Opstelling PEC Zwolle: |
| 18 oktober 2015 Aanvangstijd: 16:45 uur Plaats: Zwolle IJsseldeltastadion Toeschouwers: 12.250 Scheidsrechter: Pol van Boekel          | 15' Thomas Lam                                                                                                | Wedstrijdverslag | 7' Lewis Baker 21' Dominic Solanke (p) 44' Valeri Kazaisjvili 52' Denys Oliynyk (p) 78' Milot Rashica | Van der Hart, Van Polen, Sainsbury, Lam, Van Hintum, Bouy, Dekker (26' Menig), Becker (60' El Hasnaoui), Marinus (65' Ehizibue), R. Thomas, Veldwijk Lam (20'), Thomas (43'), Sainsbury (82') Bouy (50') |
| 10e speelronde | PEC Zwolle | 1 – 2 (1 – 1)    | FC Utrecht                                                                                            | Opstelling PEC Zwolle: |
| 23 oktober 2015 Aanvangstijd: 20:00 uur Plaats: Zwolle IJsseldeltastadion Toeschouwers: 12.300 Scheidsrechter: Eric Braamhaar          | 14' Wouter Marinus                                                                                            | Wedstrijdverslag | 25' Sébastien Haller 90+3' Sébastien Haller (p)                                                       | Begois, Van Polen, Sainsbury, Lam, Van Hintum, Brama, R. Thomas, Becker, Marinus (63' Ehizibue), El Hasnaoui (63' Nijland), Veldwijk Van Polen (40'), Brama (89'), Sainsbury (90+3')                     |
| 11e speelronde | FC Groningen                                                                                                  | 2 – 0 (2 – 0)    | PEC Zwolle                                                                                            | Opstelling PEC Zwolle: |
| 31 oktober 2015 Aanvangstijd: 18:30 uur Plaats: Groningen Euroborg Toeschouwers: 21.565 Scheidsrechter: Jeroen Manschot                | 5' Michael de Leeuw 35' Lorenzo Burnet                                                                        | Wedstrijdverslag | | Begois, Van Polen, Sainsbury, Lam, Van Hintum, Brama (76' Menig), Bouy, R. Thomas, El Hasnaoui (46' Marinus), Ehizibue (46' Becker), Nijland Thomas (80')                                                |
| 12e speelronde | PEC Zwolle | 1 – 1 (0 – 1)    | Heracles Almelo                                                                                       | Opstelling PEC Zwolle: |
| 7 november 2015 Aanvangstijd: 20:45 uur Plaats: Zwolle IJsseldeltastadion Toeschouwers: 12.420 Scheidsrechter: Dennis Higler           | 90+4' Stefan Nijland                                                                                          | Wedstrijdverslag | 17' Wout Weghorst                                                                                     | Begois, Van Polen, Sainsbury (46' Dekker), Lam, Van Hintum, Brama, Bouy, R. Thomas, Marinus (66' Ehizibue), Menig (84' Nijland), Veldwijk Van Polen (45+2'), Thomas (90')                                |
| 13e speelronde | Roda JC Kerkrade                                                                                              | 0 – 5 (0 – 2)    | PEC Zwolle                                                                                            | Opstelling PEC Zwolle: |
| 21 november 2015 Aanvangstijd: 18:30 uur Plaats: Kerkrade Parkstad Limburg Stadion Toeschouwers: 14.378 Scheidsrechter: Danny Makkelie | | Wedstrijdverslag | 4' Wouter Marinus 14' Ryan Thomas (p) 47' Ryan Thomas 60' Lars Veldwijk 90+2' Stefan Nijland          | Begois, Marcellis, Lam, Bouy, Van Hintum, Dekker (46' Ehizibue), Brama, R. Thomas (67' Gustavo), Marinus, Menig (77' Nijland), Veldwijk                                                                  |
| 14e speelronde | PEC Zwolle | 0 – 2 (0 – 1)    | AFC Ajax                                                                                              | Opstelling PEC Zwolle: |
| 29 november 2015 Aanvangstijd: 14:30 uur Plaats: Zwolle IJsseldeltastadion Toeschouwers: 12.500 Scheidsrechter: Kevin Blom             | | Wedstrijdverslag | 37' Amin Younes 86' Thulani Serero                                                                    | Begois, Van Polen, Marcellis, Sainsbury, Van Hintum (53' Ehizibue), Lam (46' Nijland), Brama, R. Thomas (41' Becker), Marinus, Menig, Veldwijk Marcellis (34'), Sainsbury (78')                          |
| 15e speelronde | N.E.C. | 2 – 2 (0 – 2)    | PEC Zwolle                                                                                            | Opstelling PEC Zwolle: |
| 6 december 2015 Aanvangstijd: 14:30 uur Plaats: Nijmegen Goffertstadion Toeschouwers: 10.503 Scheidsrechter: Serdar Gözübüyük          | 53' Janio Bikel 62' Anthony Limbombe                                                                          | Wedstrijdverslag | 21' Trent Sainsbury 44' Lars Veldwijk                                                                 | Begois, Marcellis, Sainsbury (72' Gustavo), Lam, Van Polen, Ehizibue, Brama, Bouy, Menig (87' Lazić), Veldwijk, Nijland (89' S. Thomas) Van Polen (54'), Marcellis (90')                                 |
| 16e speelronde | PEC Zwolle | 2 – 1 (2 – 0)    | AZ | Opstelling PEC Zwolle: |
| 13 december 2015 Aanvangstijd: 14:30 uur Plaats: Zwolle IJsseldeltastadion Toeschouwers: 12.120 Scheidsrechter: Jochem Kamphuis        | 36' Queensy Menig 45' Kingsley Ehizibue                                                                       | Wedstrijdverslag | 90+4' Muamer Tanković                                                                                 | Begois, Marcellis, Sainsbury, Lam, Van Polen, Ehizibue (89' Lazić), Brama, Bouy, Menig, Veldwijk, Nijland (68' Marinus (87' S. Thomas)) Sainsbury (53'), Lam (63')                                       |
| 17e speelronde | PSV | 3 – 2 (2 – 2)    | PEC Zwolle                                                                                            | Opstelling PEC Zwolle: |
| 19 december 2015 Aanvangstijd: 19:45 uur Plaats: Eindhoven Philips Stadion Toeschouwers: 34.000 Scheidsrechter: Dennis Higler          | 7' Gastón Pereiro 15' Gastón Pereiro 75' Luuk de Jong                                                         | Wedstrijdverslag | 40' Bram van Polen (p) 43' Lars Veldwijk                                                              | Begois (33' De Jong), Marcellis, Sainsbury, Bouy, Van Polen, Ehizibue, Brama, Gustavo (70' Marinus), Menig, Nijland, Veldwijk Ehizibue (53'), Nijland (63'), Bouy (72'), Sainsbury (90')                 |
| 18e speelronde | PEC Zwolle | 5 – 2 (2 – 0)    | sc Heerenveen                                                                                         | Opstelling PEC Zwolle: |
| 16 januari 2016 Aanvangstijd: 19:45 uur Plaats: Zwolle IJsseldeltastadion Toeschouwers: 12.320 Scheidsrechter: Martin van den Kerkhof  | 12' Dirk Marcellis 20' Bram van Polen 55' Bram van Polen (p) 77' Wout Brama 86' Stefan Nijland                | Wedstrijdverslag | 46' Mitchell te Vrede 79' Jerry St. Juste                                                             | Van der Hart, Van Polen, Bouy, Lam, Marcellis, Menig, Dekker (70' Marinus), Brama (80' Gustavo), Ehizibue (63' Becker), Veldwijk, Nijland Nijland (32'), Marcellis (52')                                 |
| 19e speelronde | FC Utrecht | 1 – 0 (0 – 0)    | PEC Zwolle                                                                                            | Opstelling PEC Zwolle: |
| 24 januari 2016 Aanvangstijd: 14:30 uur Plaats: Utrecht Stadion Galgenwaard Toeschouwers: 21.715 Scheidsrechter: Kevin Blom            | 87' Ruud Boymans                                                                                              | Wedstrijdverslag | | Van der Hart, Van Polen, Bouy, Lam, Marcellis, Dekker, Brama, Menig, Ehizibue (64' Becker), Nijland (64' Marinus), Veldwijk                                                                              |
| 20e speelronde | SBV Vitesse                                                                                                   | 1 – 1 (0 – 0)    | PEC Zwolle                                                                                            | Opstelling PEC Zwolle: |
| 27 januari 2016 Aanvangstijd: 20:45 uur Plaats: Arnhem GelreDome Toeschouwers: 14.876 Scheidsrechter: Ed Janssen                       | 65' Bram van Polen (e.d.)                                                                                     | Wedstrijdverslag | 68' Dirk Marcellis                                                                                    | Van der Hart, Van Polen, Bouy, Lam, Marcellis, Gustavo (41' Brama), Dekker (74' Van Hintum), Becker (72' Menig), Nijland, Ehizibue, Veldwijk Brama (78')                                                 |
| 21e speelronde | PEC Zwolle | 1 – 3 (0 – 1)    | FC Groningen                                                                                          | Opstelling PEC Zwolle: |
| 30 januari 2016 Aanvangstijd: 19:45 uur Plaats: Zwolle IJsseldeltastadion Toeschouwers: 12.225 Scheidsrechter: Dennis Higler           | 56' Thomas Lam                                                                                                | Wedstrijdverslag | 17' Alexander Sørloth 62' Michael de Leeuw 77' Danny Hoesen                                           | Van der Hart, Van Polen, Bouy, Lam (83' Schenkeveld), Marcellis (58' Becker), Marinus, Brama (72' Dekker), Menig, Nijland, Ehizibue, Veldwijk Lam (17'), Dekker (90')                                    |
| 22e speelronde | Heracles Almelo                                                                                               | 2 – 0 (0 – 0)    | PEC Zwolle                                                                                            | Opstelling PEC Zwolle: |
| 6 februari 2016 Aanvangstijd: 20:45 uur Plaats: Almelo Polman Stadion Toeschouwers: 10.543 Scheidsrechter: Pol van Boekel              | 54' Iliass Bel Hassani 81' Jaroslav Navrátil                                                                  | Wedstrijdverslag | | Van der Hart, Van Polen (9' Becker (84' Marinus)), Marcellis, Lam, Schenkeveld, Dekker, Brama, Menig (62' S. Thomas), Nijland, Ehizibue, Veldwijk                                                        |
| 23e speelronde | PEC Zwolle | 3 – 1 (1 – 1)    | Feyenoord                                                                                             | Opstelling PEC Zwolle: |
| 14 februari 2016 Aanvangstijd: 14:30 uur Plaats: Zwolle IJsseldeltastadion Toeschouwers: 12.500 Scheidsrechter: Serdar Gözübüyük       | 15' Lars Veldwijk 50' Lars Veldwijk 90+3' Kingsley Ehizibue                                                   | Wedstrijdverslag | 42' Sven van Beek                                                                                     | Van der Hart, Schenkeveld (89' Bruintjes), Bouy, Lam, Marcellis, Dekker, Brama, Menig, Marinus (62' Nijland), Ehizibue, Veldwijk Brama (13'), Schenkeveld (34'), Dekker (42')                            |
| 24e speelronde | ADO Den Haag                                                                                                  | 0 – 2 (0 – 1)    | PEC Zwolle                                                                                            | Opstelling PEC Zwolle: |
| 19 februari 2016 Aanvangstijd: 20:00 uur Plaats: Den Haag Kyocera Stadion Toeschouwers: 11.784 Scheidsrechter: Jeroen Manschot         | | Wedstrijdverslag | 44' Rick Dekker 90+1' Lars Veldwijk                                                                   | Van der Hart, Schenkeveld, Bouy, Lam, Marcellis, Dekker, Brama, Menig (90+2' Tanda), Marinus, Ehizibue (83' Nijland), Veldwijk Ehizibue (27')                                                            |
| 25e speelronde | SC Cambuur | 1 – 0 (0 – 0)    | PEC Zwolle                                                                                            | Opstelling PEC Zwolle: |
| 27 februari 2016 Aanvangstijd: 19:45 uur Plaats: Leeuwarden Cambuurstadion Toeschouwers: 9.775 Scheidsrechter: Siemen Mulder           | 85' Jack Byrne                                                                                                | Wedstrijdverslag | | Van der Hart, Schenkeveld, Bouy, Lam, Marcellis, Dekker (89' Rasevic), Marinus (85' Tanda), Menig (64' Evre), Nijland, Ehizibue, Veldwijk Marinus (69'), Evre (79'), Schenkeveld (90') Bouy (28', 61')   |
| 26e speelronde | PEC Zwolle | 2 – 1 (2 – 0)    | De Graafschap                                                                                         | Opstelling PEC Zwolle: |
| 5 maart 2016 Aanvangstijd: 18:30 uur Plaats: Zwolle IJsseldeltastadion Toeschouwers: 12.250 Scheidsrechter: Edwin van de Graaf         | 23' Stefan Nijland 32' Stefan Nijland                                                                         | Wedstrijdverslag | 67' Nathan Kabasele                                                                                   | Van der Hart, Van Hintum, Lam, Marcellis, Schenkeveld, Menig, Nijland (81' Van Polen), Marinus, Brama, Ehizibue (84' Tanda), Veldwijk                                                                    |
| 27e speelronde | FC Twente | 2 – 1 (0 – 1)    | PEC Zwolle                                                                                            | Opstelling PEC Zwolle: |
| 12 maart 2016 Aanvangstijd: 18:30 uur Plaats: Enschede De Grolsch Veste Toeschouwers: 27.200 Scheidsrechter: Danny Makkelie            | 47' Hakim Ziyech 55' Jerson Cabral                                                                            | Wedstrijdverslag | 28' Kingsley Ehizibue                                                                                 | Van der Hart, Van Hintum, Lam, Marcellis, Schenkeveld (46' Van Polen), Bouy, Brama, Menig (77' Bulut), Marinus, Ehizibue, Veldwijk Lam (59')                                                             |
| 28e speelronde | PEC Zwolle | 4 – 1 (2 – 1)    | Willem II                                                                                             | Opstelling PEC Zwolle: |
| 19 maart 2016 Aanvangstijd: 19:45 uur Plaats: Zwolle IJsseldeltastadion Toeschouwers: 12.185 Scheidsrechter: Jochem Kamphuis           | 18' Dirk Marcellis 23' Queensy Menig 60' Lars Veldwijk 90+3' Stefan Nijland                                   | Wedstrijdverslag | 37' Erik Falkenburg                                                                                   | Van der Hart, Van Hintum, Lam, Marcellis, Van Polen (79' Schenkeveld), Menig, Bouy, Marinus (71' Nijland), Brama (82' Dekker), Ehizibue, Veldwijk                                                        |
| 29e speelronde | AFC Ajax | 3 – 0 (3 – 0)    | PEC Zwolle                                                                                            | Opstelling PEC Zwolle: |
| 3 april 2016 Aanvangstijd: 16:45 uur Plaats: Amsterdam Amsterdam ArenA Toeschouwers: 51.862 Scheidsrechter: Kevin Blom                 | 2' Lasse Schöne 29' Arkadiusz Milik 40' Arkadiusz Milik                                                       | Wedstrijdverslag | | Van der Hart, Van Hintum, Lam (68' Nijland), Marcellis, Van Polen, Bouy, Brama, Menig, Marinus (46' Dekker), Ehizibue (62' Becker), Veldwijk                                                             |
| 30e speelronde | PEC Zwolle | 3 – 1 (0 – 1)    | Roda JC Kerkrade                                                                                      | Opstelling PEC Zwolle: |
| 8 april 2016 Aanvangstijd: 20:00 uur Plaats: Zwolle IJsseldeltastadion Toeschouwers: 12.500 Scheidsrechter: Siemen Mulder              | 49' Queensy Menig 73' Ouasim Bouy 78' Ouasim Bouy                                                             | Wedstrijdverslag | 41' Marcos Gullón                                                                                     | Van der Hart, Van Hintum, Lam, Marcellis, Van Polen (37' Schenkeveld), Bouy, Brama, Menig, Marinus, Ehizibue (46' Becker), Veldwijk (46' Nijland) Brama (58')                                            |
| 31e speelronde | AZ | 5 – 1 (2 – 0)    | PEC Zwolle                                                                                            | Opstelling PEC Zwolle: |
| 16 april 2016 Aanvangstijd: 19:45 uur Plaats: Alkmaar AFAS Stadion Toeschouwers: 16.341 Scheidsrechter: Jeroen Manschot                | 20' Vincent Janssen (p) 25' Vincent Janssen 64' Dabney dos Santos 69' Vincent Janssen (p) 83' Vincent Janssen | Wedstrijdverslag | 63' Kingsley Ehizibue                                                                                 | Van der Hart, Van Hintum, Lam (46' Becker), Marcellis, Schenkeveld (25' Ehizibue), Brama, Bouy, Dekker, Marinus (60' El Hasnaoui), Veldwijk, Menig Schenkeveld (19'), Brama (40') Van der Hart (66')     |
| 32e speelronde | PEC Zwolle | 2 – 0 (2 – 0)    | N.E.C.                                                                                                | Opstelling PEC Zwolle: |
| 20 april 2016 Aanvangstijd: 19:45 uur Plaats: Zwolle IJsseldeltastadion Toeschouwers: 12.352 Scheidsrechter: Edwin van de Graaf        | 17' Sheraldo Becker 27' Queensy Menig                                                                         | Wedstrijdverslag | | Begois, Van Hintum, Lam (80' Gustavo), Marcellis, Van Polen, Bouy, El Hasnaoui (72' Marinus), Dekker, Becker (72' Ehizibue), Veldwijk, Menig                                                             |
| 33e speelronde | SBV Excelsior                                                                                                 | 2 – 2 (0 – 1)    | PEC Zwolle                                                                                            | Opstelling PEC Zwolle: |
| 1 mei 2016 Aanvangstijd: 14:30 uur Plaats: Rotterdam Stadion Woudestein Toeschouwers: 3.750 Scheidsrechter: Bas Nijhuis                | 61' Tom van Weert 80' Daan Bovenberg                                                                          | Wedstrijdverslag | 15' Lars Veldwijk 65' Queensy Menig                                                                   | Van der Hart, Van Hintum, Lam, Marcellis (46' Dekker), Van Polen, Bouy, Brama, Menig (80' Nijland), El Hasnaoui (61' Marinus), Becker, Veldwijk Van Hintum (56'), Bouy (64')                             |
| 34e speelronde | PEC Zwolle | 1 – 3 (0 – 2)    | PSV                                                                                                   | Opstelling PEC Zwolle: |
| 8 mei 2016 Aanvangstijd: 14:30 uur Plaats: Zwolle IJsseldeltastadion Toeschouwers: 12.500 Scheidsrechter: Pol van Boekel               | 66' Ouasim Bouy                                                                                               | Wedstrijdverslag | 34' Jürgen Locadia 43' Luuk de Jong 67' Luuk de Jong                                                  | Begois, Van Hintum, Lam, Marcellis, Van Polen, Dekker (62' El Hasnaoui), Bouy, Brama (80' Gustavo), Menig (80' Ehizibue), Veldwijk, Becker Dekker (56'), Lam (64'), El Hasnaoui (64')                    |

### Europa League Play-offs
| 1e ronde | PEC Zwolle                                                                                             | 0 – 0            | FC Utrecht                       | Opstelling PEC Zwolle: |
| 12 mei 2015 Aanvangstijd: 20:45 uur Plaats: Zwolle IJsseldeltastadion Toeschouwers: 8.125 Scheidsrechter: Kevin Blom       | | Wedstrijdverslag |                                  | Begois, Van Hintum, Lam, Marcellis, Van Polen, Dekker (76' El Hasnaoui), Bouy, Brama, Menig (63' Ehizibue), Veldwijk, Becker Dekker (36')                                         |
| 1e ronde | FC Utrecht                                                                                             | 5 – 2 (3 – 0)    | PEC Zwolle                       | Opstelling PEC Zwolle: |
| 15 mei 2015 Aanvangstijd: 14:30 uur Plaats: Utrecht Stadion Galgenwaard Toeschouwers: 15.126 Scheidsrechter: Dennis Higler | 5' Sébastien Haller 23' Bart Ramselaar 28' Christian Kum 62' Giovanni Troupée 73' Sébastien Haller (p) | Wedstrijdverslag | 53' Queensy Menig 65' Wout Brama | De Jong, Van Hintum, Lam (37' El Hasnaoui), Marcellis, Van Polen, Gustavo (68' Ehizibue), Brama, Menig, Bouy, Veldwijk (61' Dekker), Becker Marcellis (27') Van Hintum (25', 60') |

### KNVB beker
| 2e ronde | Feyenoord                                               | 3 – 0 (1 – 0)    | PEC Zwolle | Opstelling PEC Zwolle: |
| 24 september 2015 Aanvangstijd: 20:45 uur Plaats: Rotterdam Stadion Feijenoord Toeschouwers: 47.500 Scheidsrechter: Allard Lindhout | 19' Dirk Marcellis (e.d.) 60' Dirk Kuijt 69' Dirk Kuijt | Wedstrijdverslag |            | Van der Hart, Van Polen, Marcellis, Lam, Van Hintum, Bouy (63' Brama), Dekker, Becker, Marinus (63' Nijland), Menig, Veldwijk (74' El Hasnaoui) Bouy (27'), Van Polen (29') |

## Selectie en technische staf

### Selectie 2015/16
| Nr.           | Nat.                           | Naam                    | Competitie | Competitie | Play-offs  | Play-offs  | Beker      | Beker      | Totaal     | Totaal     | Contract tot | Seizoen    | Vorige club            | Debuut            |
| Nr.           | Nat.                           | Naam                    | W          |            | W          |            | W          |            | W          |            | Contract tot | Seizoen    | Vorige club            | Debuut            |
| Doelmannen    | Doelmannen                     | Doelmannen              | Doelmannen | Doelmannen | Doelmannen | Doelmannen | Doelmannen | Doelmannen | Doelmannen | Doelmannen | Doelmannen   | Doelmannen | Doelmannen             | Doelmannen        |
| ------------- | ------------------------------ | ----------------------- | ---------- | ---------- | ---------- | ---------- | ---------- | ---------- | ---------- | ---------- | ------------ | ---------- | ---------------------- | ----------------- |
| 1             | Vlag van Nederland             | Mickey van der Hart     | 18         | 0          | 0          | 0          | 1          | 0          | 19         | 0          | 2018         | 1e         | AFC Ajax               | 24 september 2015 |
| 16            | Vlag van België                | Kevin Begois            | 16         | 0          | 1          | 0          | 0          | 0          | 17         | 0          | 2017         | 3e         | FC Den Bosch           | 4 augustus 2013   |
| 25            | Vlag van Nederland             | Boy de Jong             | 1          | 0          | 1          | 0          | 0          | 0          | 2          | 0          | 2016         | 2e         | Feyenoord              | 19 december 2015  |
| 40            | Vlag van Nederland             | Mike Hauptmeijer        | 0          | 0          | 0          | 0          | 0          | 0          | 0          | 0          | Amateur      | 1e         | Jeugd                  | –                 |
| Verdedigers   |                                |                         |            |            |            |            |            |            |            |            |              |            |                        |                   |
| 2             | Vlag van Nederland             | Bram van Polen          | 29         | 3          | 2          | 0          | 1          | 0          | 32         | 3          | 2017         | 10e        | SBV Vitesse            | 12 oktober 2007   |
| 3             | Vlag van Australië             | Trent Sainsbury         | 9          | 1          | 0          | 0          | 0          | 0          | 9          | 1          | 2016         | 3e         | Central Coast Mariners | 6 februari 2014   |
| 4             | Vlag van Nederland             | Dirk Marcellis          | 29         | 4          | 2          | 0          | 1          | 0          | 32         | 4          | 2017         | 1e         | NAC Breda              | 12 augustus 2015  |
| 5             | Vlag van Nederland             | Bart van Hintum         | 24         | 1          | 2          | 0          | 1          | 0          | 27         | 1          | 2016         | 5e         | FC Dordrecht           | 19 augustus 2011  |
| 17            | Vlag van Tsjechië              | Josef Kvída             | 0          | 0          | 0          | 0          | 0          | 0          | 0          | 0          | 2017         | 1e         | 1. FK Příbram          | —                 |
| 20            | Vlag van Nederland             | Kingsley Ehizibue       | 25         | 4          | 2          | 0          | 0          | 0          | 27         | 4          | 2017         | 2e         | Jeugd                  | 13 december 2014  |
| 22            | Vlag van Nederland             | Bart Schenkeveld        | 12         | 0          | 0          | 0          | 0          | 0          | 12         | 0          | 2018         | 1e         | Heracles Almelo        | 12 augustus 2015  |
| 28            | Vlag van Finland               | Thomas Lam              | 32         | 2          | 2          | 0          | 1          | 0          | 35         | 2          | 2016         | 2e         | AZ                     | 16 augustus 2014  |
| 29            | Vlag van Nederland             | Sander van Looy         | 0          | 0          | 0          | 0          | 0          | 0          | 0          | 0          | Amateur      | 1e         | Jeugd                  | —                 |
| 34            | Vlag van Nederland             | Pim ten Have            | 0          | 0          | 0          | 0          | 0          | 0          | 0          | 0          | Amateur      | 1e         | Jeugd                  | –                 |
| 39            | Vlag van Nederland             | Dalvin Havertong        | 0          | 0          | 0          | 0          | 0          | 0          | 0          | 0          | Amateur      | 1e         | Sparta Rotterdam       | —                 |
| 45            | Vlag van Nederland             | Mark Bruintjes          | 1          | 0          | 0          | 0          | 0          | 0          | 1          | 0          | Amateur      | 1e         | Jeugd                  | 14 februari 2016  |
| 48            | Vlag van Nederland             | Tarik Evre              | 1          | 0          | 0          | 0          | 0          | 0          | 1          | 0          | Amateur      | 1e         | Jeugd                  | 27 februari 2016  |
| Middenvelders |                                |                         |            |            |            |            |            |            |            |            |              |            |                        |                   |
| 6             | Vlag van Nederland             | Mustafa Saymak          | 0          | 0          | 0          | 0          | 0          | 0          | 0          | 0          | 2018         | 5e         | Jeugd                  | 5 augustus 2011   |
| 8             | Vlag van Nederland             | Ouasim Bouy             | 26         | 4          | 2          | 0          | 1          | 0          | 29         | 4          | Huur         | 1e         | Juventus FC            | 12 september 2015 |
| 14            | Vlag van Nederland             | Wout Brama              | 25         | 1          | 2          | 1          | 1          | 0          | 28         | 2          | 2017         | 2e         | FC Twente              | 19 oktober 2014   |
| 18            | Vlag van Nederland             | Wouter Marinus          | 31         | 3          | 0          | 0          | 1          | 0          | 32         | 3          | 2019         | 2e         | sc Heerenveen (Jeugd)  | 12 augustus 2015  |
| 19            | Vlag van Nederland             | Rick Dekker             | 25         | 1          | 2          | 0          | 1          | 0          | 28         | 1          | 2018         | 2e         | Feyenoord (Jeugd)      | 5 oktober 2014    |
| 21            | Vlag van Nederland             | Abdel Malek El Hasnaoui | 13         | 0          | 2          | 0          | 1          | 0          | 16         | 0          | 2016         | 1e         | AFC Ajax               | 12 augustus 2015  |
| 23            | Vlag van Nederland             | Ben Rienstra            | 3          | 1          | 0          | 0          | 0          | 0          | 3          | 1          | 2016         | 2e         | Heracles Almelo        | 8 augustus 2014   |
| 23            | Vlag van Nederland             | Dario Tanda             | 3          | 0          | 0          | 0          | 0          | 0          | 3          | 0          | Amateur      | 1e         | Geen club              | 19 februari 2016  |
| 27            | Vlag van Nederland             | Jeroen Buitenhuis       | 0          | 0          | 0          | 0          | 0          | 0          | 0          | 0          | Amateur      | 1e         | Jeugd                  | —                 |
| 38            | Vlag van Brazilië              | Gustavo Hebling         | 7          | 0          | 1          | 0          | 0          | 0          | 8          | 0          | Huur         | 1e         | Paris Saint-Germain    | 21 november 2015  |
| 42            | Vlag van Nederland             | Sander Thomas           | 3          | 0          | 0          | 0          | 0          | 0          | 3          | 0          | Amateur      | 1e         | Jeugd                  | 6 december 2015   |
| Aanvallers    |                                |                         |            |            |            |            |            |            |            |            |              |            |                        |                   |
| 7             | Vlag van Nederland             | Sheraldo Becker         | 24         | 4          | 2          | 0          | 1          | 0          | 27         | 4          | Huur         | 2e         | AFC Ajax               | 17 januari 2015   |
| 9             | Vlag van Nederland             | Lars Veldwijk           | 33         | 14         | 2          | 0          | 1          | 0          | 36         | 14         | Huur         | 1e         | Nottingham Forest FC   | 12 augustus 2015  |
| 10            | Vlag van Nederland             | Stefan Nijland          | 26         | 6          | 0          | 0          | 1          | 0          | 27         | 6          | 2018         | 3e         | PSV                    | 10 augustus 2013  |
| 11            | Vlag van Nederland             | Queensy Menig           | 33         | 5          | 2          | 1          | 1          | 0          | 36         | 6          | Huur         | 1e         | AFC Ajax               | 12 augustus 2015  |
| 15            | Vlag van Nederland             | Samet Bulut             | 1          | 0          | 0          | 0          | 0          | 0          | 1          | 0          | 2016         | 1e         | AFC Ajax               | 12 maart 2016     |
| 24            | Vlag van Bosnië en Herzegovina | Boban Lazić             | 5          | 0          | 0          | 0          | 0          | 0          | 5          | 0          | 2016         | 1e         | Geen club              | 15 augustus 2015  |
| 26            | Vlag van Bosnië en Herzegovina | Boris Rasevic           | 1          | 0          | 0          | 0          | 0          | 0          | 1          | 0          | Amateur      | 3e         | Jeugd                  | 30 november 2013  |
| 30            | Vlag van Nieuw-Zeeland         | Ryan Thomas             | 12         | 2          | 0          | 0          | 0          | 0          | 12         | 2          | 2019         | 3e         | Western Suburbs        | 2 november 2013   |
| 33            | Vlag van Griekenland           | Athanasios Karagounis   | 0          | 0          | 0          | 0          | 0          | 0          | 0          | 0          | 2018         | 3e         | Atromitos FC           | 18 januari 2014   |
| 37            | Vlag van Papoea-Nieuw-Guinea   | David Browne            | 0          | 0          | 0          | 0          | 0          | 0          | 0          | 0          | Amateur      | 1e         | Jeugd                  | —                 |
| –             | Vlag van Nederland             | Youness Mokhtar         | 0          | 0          | 0          | 0          | 0          | 0          | 0          | 0          | 2018         | 3e         | Al-Nassr               | 25 augustus 2012  |
| Nr.           | Nat.                           | Naam                    | W          |            | W          |            | W          |            | W          |            | Contract     | Seizoen    | Vorige club            | Debuut            |
| Nr.           | Nat.                           | Naam                    | Competitie | Competitie | Play-offs  | Play-offs  | Beker      | Beker      | Totaal     | Totaal     | Contract     | Seizoen    | Vorige club            | Debuut            |

### Legenda
| # | Reden                                          |
| - | ---------------------------------------------- |
|   | Heeft de club in het lopende seizoen verlaten. |
|   | Heeft de club op huurbasis verlaten.           |

### Technische staf
| Naam                | Functie           |
| ------------------- | ----------------- |
| Ron Jans            | Hoofdtrainer      |
| Gert Peter de Gunst | Assistent-Trainer |
| Albert van der Haar | Assistent-Trainer |
| Sjaak Storm         | Keeperstrainer    |

## Statistieken PEC Zwolle 2015/2016

### Eindstand PEC Zwolle in de Nederlandse Eredivisie 2015 / 2016
| Stand | Gespeeld | Gewonnen | Gelijk | Verloren | Punten | Doelpunten voor | Doelpunten tegen | Gele kaarten | Rode kaarten |
| ----- | -------- | -------- | ------ | -------- | ------ | --------------- | ---------------- | ------------ | ------------ |
| 8e    | 34       | 14       | 6      | 14       | 48     | 56              | 54               | 55           | 3            |

### Topscorers
| #      | Naam              | Goal |
| ------ | ----------------- | ---- |
| 1.     | Lars Veldwijk     | 14   |
| 2.     | Stefan Nijland    | 6    |
| 3.     | Queensy Menig     | 5    |
| 4.     | Sheraldo Becker   | 4    |
| 4.     | Ouasim Bouy       | 4    |
| 4.     | Kingsley Ehizibue | 4    |
| 4.     | Dirk Marcellis    | 4    |
| 8.     | Wouter Marinus    | 3    |
| 8.     | Bram van Polen    | 3    |
| 10.    | Thomas Lam        | 2    |
| 10.    | Ryan Thomas       | 2    |
| 12.    | Wout Brama        | 1    |
| 12.    | Rick Dekker       | 1    |
| 12.    | Bart van Hintum   | 1    |
| 12.    | Ben Rienstra      | 1    |
| 12.    | Trent Sainsbury   | 1    |
| Totaal | Totaal            | 56   |

| #      | Naam          | Goal |
| ------ | ------------- | ---- |
| 1.     | Wout Brama    | 1    |
| 1.     | Queensy Menig | 1    |
| Totaal | Totaal        | 2    |

| #      | Naam        | Goal |
| ------ | ----------- | ---- |
| –      | Geen speler | 0    |
| Totaal | Totaal      | 0    |

| #              | Naam                                       | Goal |
| -------------- | ------------------------------------------ | ---- |
| 1.             | Lars Veldwijk                              | 7    |
| 2.             | Jesper Drost                               | 5    |
| 3.             | Sheraldo Becker                            | 4    |
| 3.             | Stefan Nijland                             | 4    |
| 5.             | Bram van Polen                             | 2    |
| 5.             | Ben Rienstra                               | 2    |
| 5.             | Mustafa Saymak                             | 2    |
| 8.             | Kingsley Ehizibue                          | 1    |
| 8.             | Wouter Marinus                             | 1    |
| 8.             | Emmanuel Mbende (Testspeler)               | 1    |
| Eigen doelpunt |                                            |      |
|                | Kudbettin Tekin Oğrak (Mersin İdman Yurdu) | 1    |
| Totaal         | Totaal                                     | 28   |

### Kaarten
| #      | Naam                    |    |
| ------ | ----------------------- | -- |
| 1.     | Thomas Lam              | 8  |
| 2.     | Bram van Polen          | 6  |
| 3.     | Trent Sainsbury         | 5  |
| 3.     | Wout Brama              | 5  |
| 5.     | Rick Dekker             | 4  |
| 5.     | Ryan Thomas             | 4  |
| 7.     | Ouasim Bouy             | 3  |
| 7.     | Dirk Marcellis          | 3  |
| 7.     | Bart Schenkeveld        | 3  |
| 10.    | Sheraldo Becker         | 2  |
| 10.    | Kingsley Ehizibue       | 2  |
| 10.    | Wouter Marinus          | 2  |
| 10.    | Stefan Nijland          | 2  |
| 14.    | Tarik Evre              | 1  |
| 14.    | Abdel Malek El Hasnaoui | 1  |
| 14.    | Bart van Hintum         | 1  |
| 14.    | Boban Lazić             | 1  |
| 14.    | Ben Rienstra            | 1  |
| 14.    | Lars Veldwijk           | 1  |
| Totaal | Totaal                  | 55 |

| #      | Naam        |   |
| ------ | ----------- | - |
| 1.     | Ouasim Bouy | 1 |
| Totaal | Totaal      | 1 |

| #      | Naam                |   |
| ------ | ------------------- | - |
| 1.     | Ouasim Bouy         | 1 |
| 1.     | Mickey van der Hart | 1 |
| Totaal | Totaal              | 2 |

### Punten per speelronde
| Speelronde | 1 | 2 | 3 | 4 | 5 | 6 | 7 | 8 | 9 | 10 | 11 | 12 | 13 | 14 | 15 | 16 | 17 | 18 | 19 | 20 | 21 | 22 | 23 | 24 | 25 | 26 | 27 | 28 | 29 | 30 | 31 | 32 | 33 | 34 |
| ---------- | - | - | - | - | - | - | - | - | - | -- | -- | -- | -- | -- | -- | -- | -- | -- | -- | -- | -- | -- | -- | -- | -- | -- | -- | -- | -- | -- | -- | -- | -- | -- |
| Punten     | 1 | 3 | 3 | 1 | 3 | 3 | 0 | 3 | 0 | 0  | 0  | 1  | 3  | 0  | 1  | 3  | 0  | 3  | 0  | 1  | 0  | 0  | 3  | 3  | 0  | 3  | 0  | 3  | 0  | 3  | 0  | 3  | 1  | 0  |

### Punten na speelronde
| Speelronde | 1 | 2 | 3 | 4 | 5  | 6  | 7  | 8  | 9  | 10 | 11 | 12 | 13 | 14 | 15 | 16 | 17 | 18 | 19 | 20 | 21 | 22 | 23 | 24 | 25 | 26 | 27 | 28 | 29 | 30 | 31 | 32 | 33 | 34 |
| ---------- | - | - | - | - | -- | -- | -- | -- | -- | -- | -- | -- | -- | -- | -- | -- | -- | -- | -- | -- | -- | -- | -- | -- | -- | -- | -- | -- | -- | -- | -- | -- | -- | -- |
| Punten     | 1 | 4 | 7 | 8 | 11 | 14 | 14 | 17 | 17 | 17 | 17 | 18 | 21 | 21 | 22 | 25 | 25 | 28 | 28 | 29 | 29 | 29 | 32 | 35 | 35 | 38 | 38 | 41 | 41 | 44 | 44 | 47 | 48 | 48 |

### Stand na speelronde
| Speelronde | 1  | 2  | 3  | 4  | 5  | 6  | 7  | 8  | 9  | 10 | 11 | 12 | 13 | 14 | 15 | 16 | 17 | 18 | 19 | 20 | 21  | 22  | 23  | 24 | 25 | 26 | 27 | 28 | 29 | 30 | 31 | 32 | 33 | 34 |
| ---------- | -- | -- | -- | -- | -- | -- | -- | -- | -- | -- | -- | -- | -- | -- | -- | -- | -- | -- | -- | -- | --- | --- | --- | -- | -- | -- | -- | -- | -- | -- | -- | -- | -- | -- |
| Stand      | 7e | 4e | 3e | 5e | 5e | 3e | 5e | 5e | 6e | 6e | 7e | 7e | 7e | 8e | 8e | 7e | 9e | 8e | 8e | 8e | 10e | 10e | 10e | 9e | 9e | 8e | 9e | 8e | 9e | 8e | 8e | 7e | 7e | 8e |

### Doelpunten per speelronde
| Speelronde | 1 | 2 | 3 | 4 | 5 | 6 | 7 | 8 | 9 | 10 | 11 | 12 | 13 | 14 | 15 | 16 | 17 | 18 | 19 | 20 | 21 | 22 | 23 | 24 | 25 | 26 | 27 | 28 | 29 | 30 | 31 | 32 | 33 | 34 | Totaal |
| ---------- | - | - | - | - | - | - | - | - | - | -- | -- | -- | -- | -- | -- | -- | -- | -- | -- | -- | -- | -- | -- | -- | -- | -- | -- | -- | -- | -- | -- | -- | -- | -- | ------ |
| Doelpunten | 2 | 3 | 2 | 1 | 3 | 2 | 0 | 1 | 1 | 1  | 0  | 1  | 5  | 0  | 2  | 2  | 2  | 5  | 0  | 1  | 1  | 0  | 3  | 2  | 0  | 2  | 1  | 4  | 0  | 3  | 1  | 2  | 2  | 1  | 56     |

### Toeschouwersaantal per speelronde
| Speelronde | 1      | 2      | 3      | 4      | 5      | 6      | 7      | 8      | 9      | 10     | 11     | 12     | 13     | 14     | 15     | 16     | 17     | Totaal  | Gemiddeld |
| ---------- | ------ | ------ | ------ | ------ | ------ | ------ | ------ | ------ | ------ | ------ | ------ | ------ | ------ | ------ | ------ | ------ | ------ | ------- | --------- |
| Thuis      | 11.650 | –      | 12.123 | –      | 11.800 | 12.150 | –      | –      | 12.250 | 12.300 | –      | 12.420 | –      | 12.500 | –      | 12.120 | –      | 109.313 | 12.146    |
| Uit        | –      | 8.100  | –      | 22.763 | –      | –      | 47.500 | 11.500 | –      | –      | 21.565 | –      | 14.378 | –      | 10.503 | –      | 34.000 | 170.309 | 21.289    |
| Speelronde | 18     | 19     | 20     | 21     | 22     | 23     | 24     | 25     | 26     | 27     | 28     | 29     | 30     | 31     | 32     | 33     | 34     | Totaal  | Gemiddeld |
| Thuis      | 12.320 | –      | –      | 12.225 | –      | 12.500 | –      | –      | 12.250 | –      | 12.185 | –      | 12.500 | –      | 12.352 | –      | 12.500 | 98.832  | 12.354    |
| Uit        | –      | 21.715 | 14.876 | –      | 10.543 | –      | 11.784 | 9.775  | –      | 27.200 | –      | 51.862 | –      | 16.341 | –      | 3.750  | –      | 167.846 | 18.650    |
|            |        |        |        |        |        |        |        |        |        |        |        |        |        |        |        |        |        | 546.327 | 16.068    |

## Mutaties

### Zomer

#### Aangetrokken
| Nr. | Nat. | Naam                    | Van                       | Type         | Contract        | Transfersom | Bijzonderheid                                |
| --- | ---- | ----------------------- | ------------------------- | ------------ | --------------- | ----------- | -------------------------------------------- |
| 7   | NL   | Sheraldo Becker         | AFC Ajax                  | Op huurbasis | 30 juni 2016    | n.v.t.      | Was vorig jaar ook gehuurd                   |
| –   | NL   | Tristan Berghuis        | SBV Vitesse               | Transfervrij | 30 juni 2016    | n.v.t.      | Jong PEC Zwolle                              |
| 8   | NL   | Ouasim Bouy             | Juventus FC               | Op huurbasis | 30 juni 2016    | n.v.t.      | –                                            |
| 15  | NL   | Samet Bulut             | AFC Ajax                  | Transfervrij | 30 juni 2016    | n.v.t.      | Jong PEC Zwolle Optie voor één seizoen extra |
| 14  | NL   | Wout Brama              | Geen club                 | –            | 30 juni 2017    | n.v.t.      | Optie voor één seizoen extra                 |
| 27  | NL   | Jeroen Buitenhuis       | Jeugd                     | –            | Op amateurbasis | n.v.t.      | Jong PEC Zwolle                              |
| 37  | PG   | David Browne            | Auckland City FC          | Transfervrij | Onbekend        | n.v.t.      | Jong PEC Zwolle                              |
| 48  | NL   | Tarik Evre              | SBV Vitesse               | Transfervrij | Onbekend        | n.v.t.      | Jong PEC Zwolle                              |
| 1   | NL   | Mickey van der Hart     | AFC Ajax                  | Transfervrij | 30 juni 2016    | n.v.t.      | Optie voor één seizoen extra                 |
| 21  | NL   | Abdel Malek El Hasnaoui | AFC Ajax                  | Transfervrij | 30 juni 2016    | n.v.t.      | Optie voor één seizoen extra                 |
| –   | NL   | Mike Hauptmeijer        | Jeugd                     | –            | Op amateurbasis | n.v.t.      | Jong PEC Zwolle                              |
| 39  | NL   | Dalvin Havertong        | Sparta Rotterdam          | Transfervrij | Onbekend        | n.v.t.      | Jong PEC Zwolle                              |
| 38  | BR   | Gustavo Hebling         | Paris Saint-Germain       | Op huurbasis | 30 juni 2017    | n.v.t.      | –                                            |
| –   | JP   | Shuntaro Koga           | Leicester City FC (Jeugd) | Transfervrij | Onbekend        | n.v.t.      | Jong PEC Zwolle                              |
| 17  | CZ   | Josef Kvída             | 1. FK Příbram             | Transfervrij | 30 juni 2017    | n.v.t.      | Optie voor één seizoen extra                 |
| –   | BE   | Leroy Labylle           | MVV Maastricht            | –            | 30 juni 2016    | n.v.t.      | Terug van verhuurperiode                     |
| 24  | BA   | Boban Lazić             | Geen club                 | Transfervrij | 30 juni 2016    | n.v.t.      | –                                            |
| 29  | NL   | Sander van Looy         | Jeugd                     | –            | Op amateurbasis | n.v.t.      | Jong PEC Zwolle                              |
| –   | MK   | Denis Mahmudov          | Sparta Rotterdam          | –            | 30 juni 2015    | n.v.t.      | Terug van verhuurperiode                     |
| 4   | NL   | Dirk Marcellis          | NAC Breda                 | Transfervrij | 30 juni 2016    | n.v.t.      | Met optie voor 1 jaar                        |
| 11  | NL   | Queensy Menig           | AFC Ajax                  | Op huurbasis | 30 juni 2016    | n.v.t.      | –                                            |
| 22  | NL   | Bart Schenkeveld        | Heracles Almelo           | Transfervrij | 30 juni 2018    | n.v.t.      | –                                            |
| 9   | NL   | Lars Veldwijk           | Nottingham Forest FC      | Op huurbasis | 30 juni 2016    | n.v.t.      | Met optie tot koop                           |

#### Vertrokken
| Nr. | Nat. | Naam                     | Naar            | Type               | Transfersom  | Wed. | Dlpt. |
| --- | ---- | ------------------------ | --------------- | ------------------ | ------------ | ---- | ----- |
| 9   | AU   | Eli Babalj               | AZ              | Einde huurcontract | n.v.t.       | 4    | 0     |
| 17  | NL   | Sheraldo Becker          | AFC Ajax        | Einde huurcontract | n.v.t.       | 11   | 1     |
| 22  | RS   | Aleksandar Bjelica       | Helmond Sport   | Einde contract     | n.v.t.       | 4    | 0     |
| –   | NL   | Delvechio Blackson       | SC Cambuur      | Einde contract     | n.v.t.       | 0    | 0     |
| 21  | NL   | Wout Brama               | Geen club       | Einde contract     | n.v.t.       | 23   | 1     |
| 14  | NL   | Joost Broerse            | Stopt           | n.v.t.             | n.v.t.       | 94   | 5     |
| 44  | DE   | Dimitrios Ferfelis       | PAS Giannina    | Einde contract     | n.v.t.       | 6    | 0     |
| 11  | NL   | Jesper Drost             | FC Groningen    | Transfer           | ± €1.450.000 | 122  | 19    |
| 1   | NL   | Warner Hahn              | Feyenoord       | Einde huurcontract | n.v.t.       | 38   | 0     |
| 33  | BE   | Leroy Labylle            | MVV Maastricht  | Contract ontbonden | n.v.t.       | 9    | 0     |
| 7   | CD   | Jody Lukoki              | PFK Ludogorets  | Transfer           | ± €1.000.000 | 40   | 4     |
| 17  | MK   | Denis Mahmudov           | Levski Sofia    | Einde contract     | n.v.t.       | 8    | 3     |
| 20  | NL   | Soufian Moro             | Fortuna Sittard | Einde contract     | n.v.t.       | 12   | 1     |
| 15  | CZ   | Tomáš Necid              | Bursaspor       | Einde contract     | n.v.t.       | 31   | 13    |
| 24  | NL   | Steven Fernandes Pereira | MVV Maastricht  | Einde contract     | n.v.t.       | 3    | 0     |
| 23  | NL   | Ben Rienstra             | AZ              | Transfer           | ± €1.800.000 | 48   | 7     |
| –   | NL   | Karel IJzerman           | FC Emmen        | Transfervrij       | n.v.t.       | 0    | 0     |
| 4   | NL   | Maikel van der Werff     | SBV Vitesse     | Transfervrij       | n.v.t.       | 75   | 7     |

#### Statistieken transfers zomer
| Gekochte spelers | Verkochte spelers | Gehuurde spelers | Verhuurde spelers | Spelers terug van verhuurperiode | Spelers einde van huurperiode | Transfervrij aangetrokken spelers | Transfervrij vertrokken spelers | Doorgestroomde jeugdspelers |
| ---------------- | ----------------- | ---------------- | ----------------- | -------------------------------- | ----------------------------- | --------------------------------- | ------------------------------- | --------------------------- |
| 0                | 3                 | 5                | 0                 | 2                                | 3                             | 13                                | 11                              | 3                           |

### Winter

#### Aangetrokken
| Nr. | Nat. | Naam            | Van      | Type         | Contract        | Transfersom | Bijzonderheid                        |
| --- | ---- | --------------- | -------- | ------------ | --------------- | ----------- | ------------------------------------ |
| –   | NL   | Youness Mokhtar | Al-Nassr | Transfervrij | 30 juni 2018    | n.v.t.      | Seizoen 2015/16 niet speelgerechtigd |
| –   | NL   | Dario Tanda     | Clubloos | –            | Op amateurbasis | n.v.t.      | Jong PEC Zwolle                      |

#### Vertrokken
| Nr. | Nat. | Naam            | Naar              | Type         | Transfersom  | Wed. | Dlpt. |
| --- | ---- | --------------- | ----------------- | ------------ | ------------ | ---- | ----- |
| 3   | AU   | Trent Sainsbury | Jiangsu Suning FC | Transfer     | ± €1.000.000 | 34   | 1     |
| 24  | BA   | Boban Lazić     | VVV-Venlo         | Op huurbasis | n.v.t.       | 5    | 0     |

#### Statistieken transfers winter
| Gekochte spelers | Verkochte spelers | Gehuurde spelers | Verhuurde spelers | Spelers terug van verhuurperiode | Spelers einde van huurperiode | Transfervrij aangetrokken spelers | Transfervrij vertrokken spelers | Doorgestroomde jeugdspelers |
| ---------------- | ----------------- | ---------------- | ----------------- | -------------------------------- | ----------------------------- | --------------------------------- | ------------------------------- | --------------------------- |
| 0                | 1                 | 0                | 1                 | 0                                | 0                             | 2                                 | 0                               | 0                           |

## Voetnoten
ADO Den Haag ·
Ajax ·
AZ ·
SC Cambuur ·
Excelsior ·
Feyenoord ·
De Graafschap ·
FC Groningen ·
sc Heerenveen ·
Heracles Almelo ·
N.E.C. ·
PEC Zwolle · 
PSV ·
Roda JC Kerkrade ·
FC Twente ·
FC Utrecht ·
Vitesse ·
Willem II